# Rheumaptera hedemannaria
Rheumaptera hedemannaria är en fjärilsart som beskrevs av Charles Oberthür 1880. Rheumaptera hedemannaria ingår i släktet Rheumaptera och familjen mätare. Inga underarter finns listade.